# تویوساکا، نیگاتا

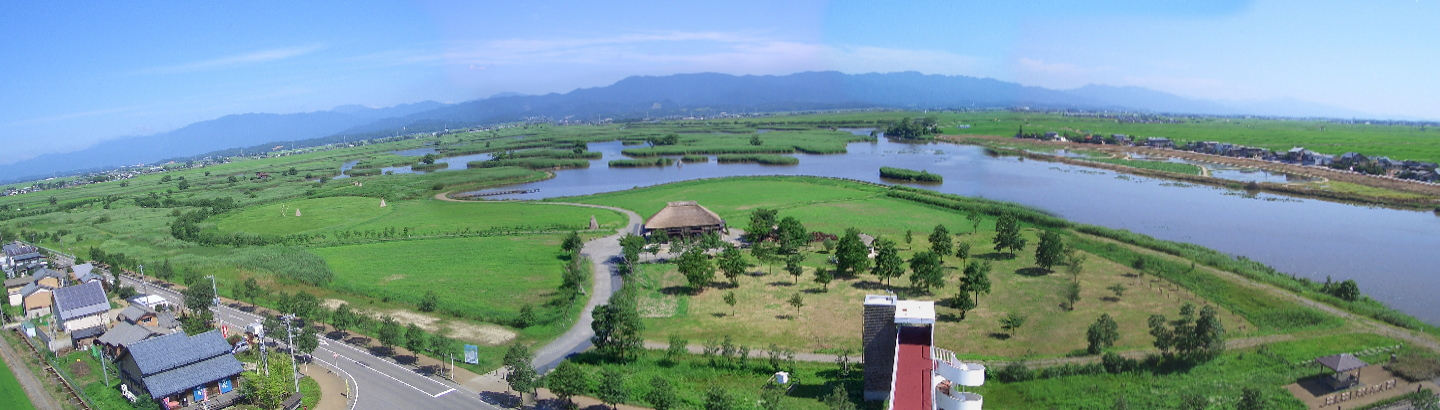
یک نمای پاناروما از نیگاتا

تویوساکا، نیگاتا (به لاتین: Toyosaka, Niigata) یک منطقهٔ مسکونی در ژاپن است که در Hokuriku region واقع شده‌است. تویوساکا ۴۹٬۲۷۳ نفر جمعیت‌دارد.